# 弥太郎第1雨水幹線
弥太郎第1雨水幹線（やたろう だいいいち うすいかんせん）は、埼玉県北葛飾郡松伏町を流れる排水路である。

## 概要
この弥太郎第1雨水幹線は弥太郎都市下水路（やたろう としげすいろ）とも称されている排水路である。北葛飾郡松伏町を流下しており、流域周辺は上流域では宅地などの市街地の中を流下し、途中弥太郎第2雨水幹線を併せ、下流域では幾分かの集落周辺および農地の中を流下する。このように下流域では農地の中を流れるが、上流域が市街地のため都市排水路としての性格が強い。水質は非常に悪く、ヘドロが溜まり悪臭を放っている。なお、流路の詳細に関しては下記の流路節を参照されたい。

## 流路
- 北葛飾郡松伏町田中1丁目の田中第3公園の西方、約50mの付近を市道に沿い南東に向かい流下する。この付近では主に暗渠となっている。
- 越谷野田線を南側へと横断し、流域が大字松伏となり開渠となる。その後、南東に向かい流下する。流下するに従い徐々に流域周辺が農地となってくる。
- 大字松伏（北側）と大字上赤岩（南側）の境界にて北東より流下してくる弥太郎第2雨水幹線が流入する。
- 大字上赤岩の北西部を南東に向かい流下し、西方より流下してくる大落古利根川へと至り、合流・終点となる。
- 終点：大落古利根川

## 橋梁

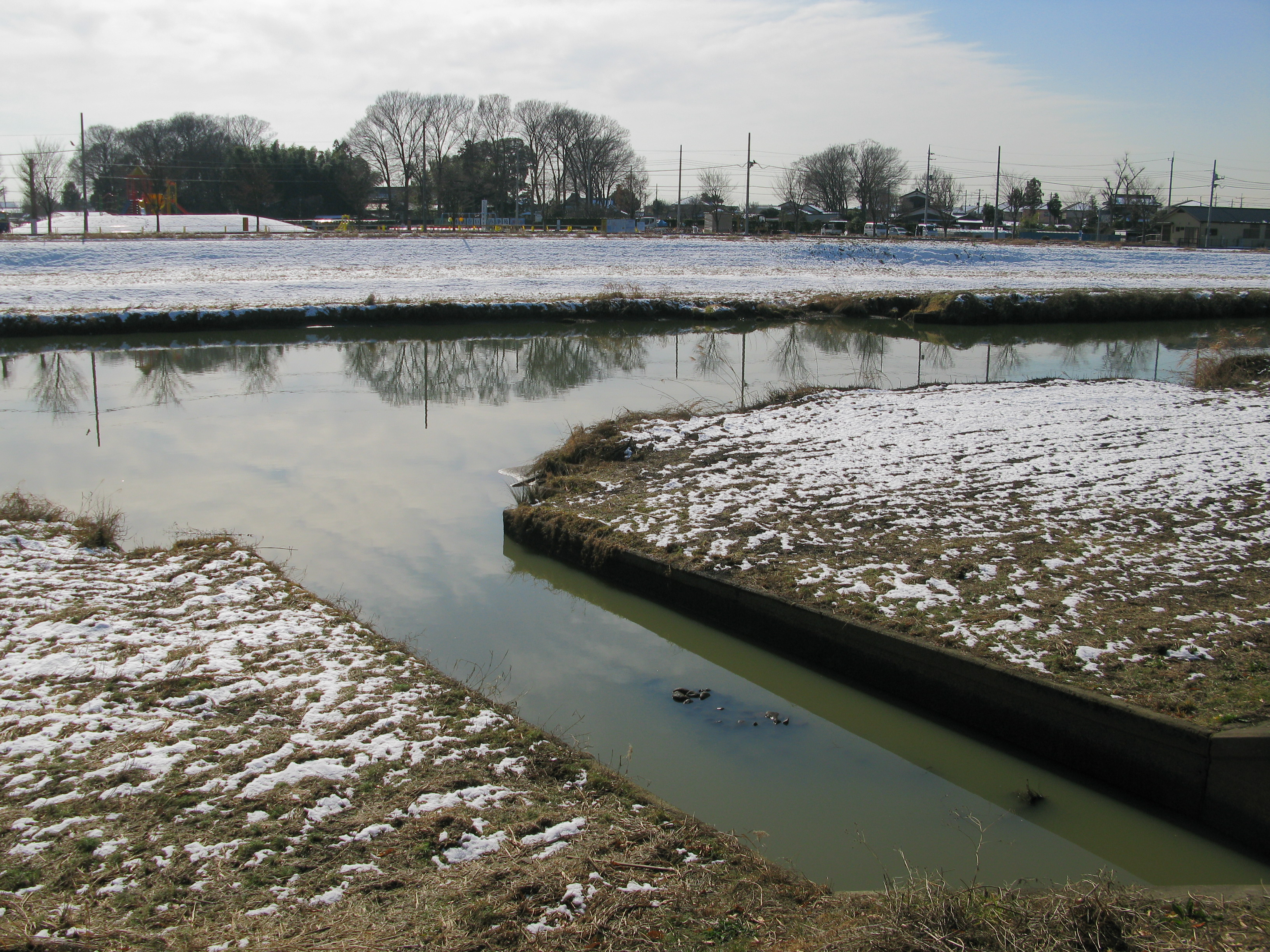
弥太郎第1雨水幹線と大落古利根川の合流点

- 田中1丁目の暗渠区間
- （埼玉県道19号越谷野田線）

橋は数多くあるが名前の付いた橋は存在しない。